# Yamaha Aerox

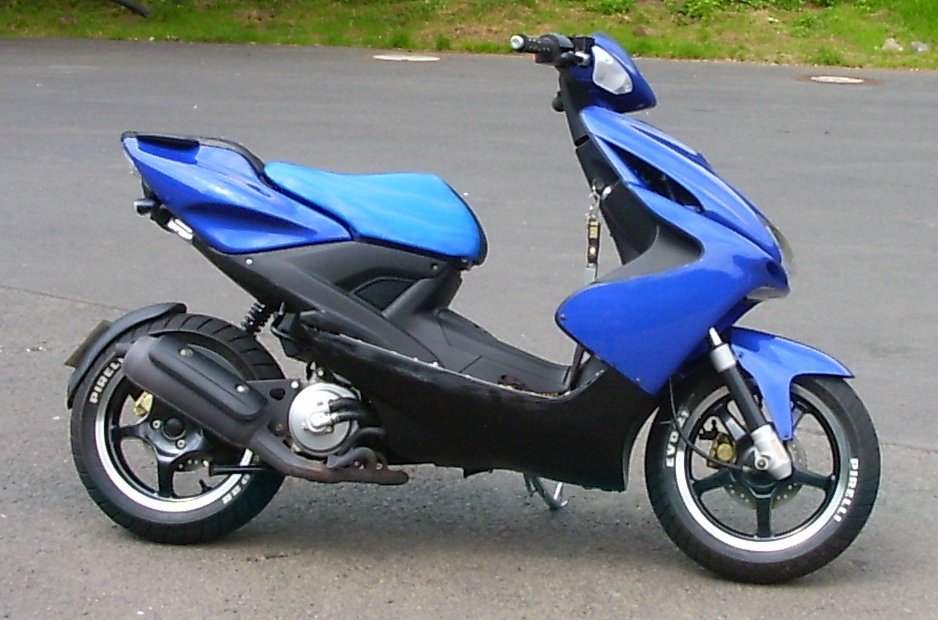
Motorroller Yamaha Aerox (Baujahr 2004), Aussehen nicht im Werkszustand

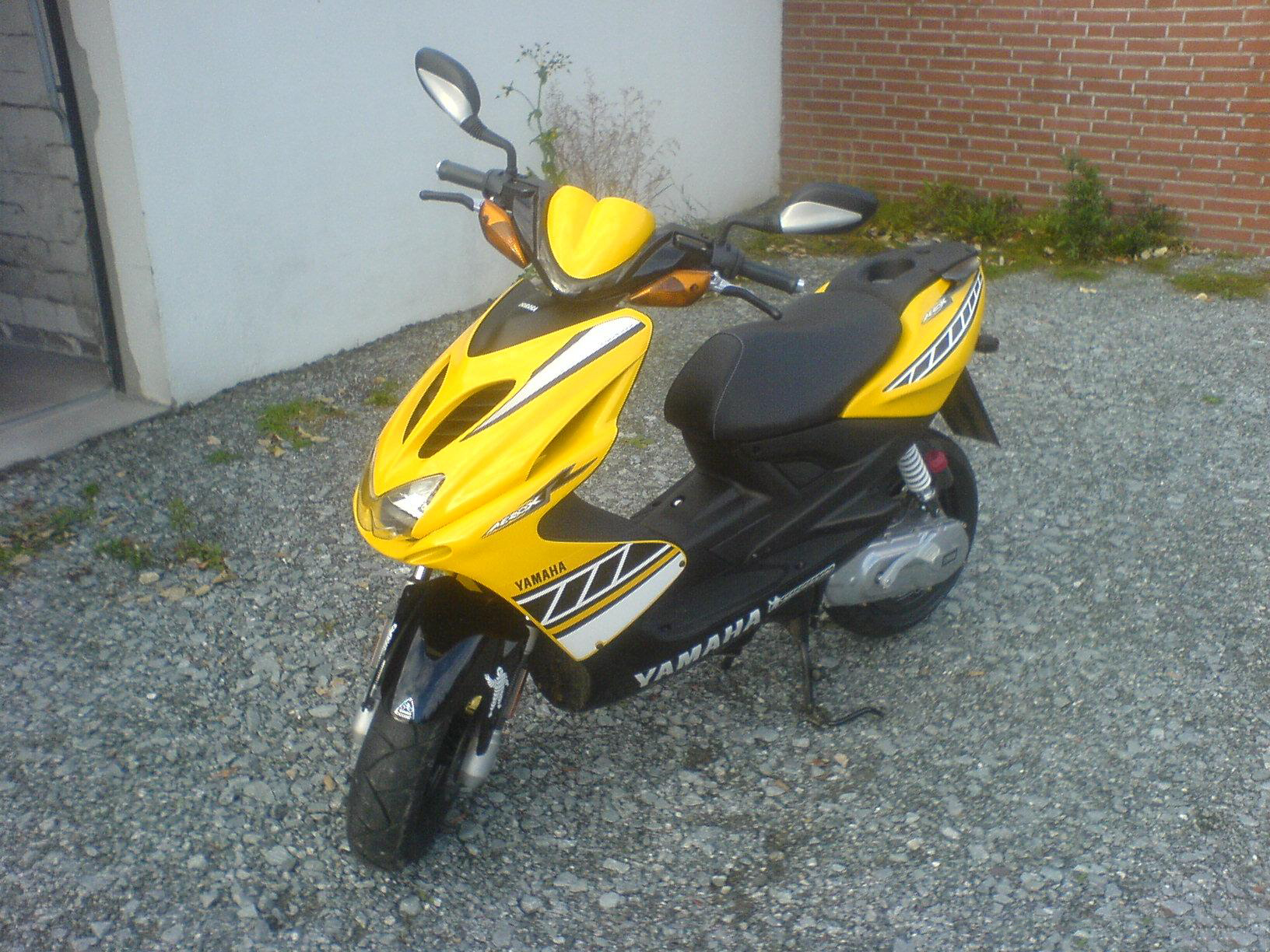
Aerox Race Replica in Gelb

Der Yamaha Aerox des Herstellers Yamaha Motor Corporation ist einer der meistverkauften Motorroller in Deutschland und wird seit 1997 hergestellt.
Die erste Generation des Aerox war komplett baugleich mit dem MBK Nitro, seit der zweiten wird der Roller nur noch unter der Yamaha Marke verkauft. MBK ist die französische Tochterfirma von Yamaha und produziert den Aerox in Saint-Quentin, Frankreich. Die Aerox Modelle sind mit einem liegenden, wassergekühlten 50-cm³-Einzylinder-Zweitaktmotor der Marke Minarelli ausgestattet, alternativ war anfangs auch ein 100 cm³-Modell erhältlich.
Seit 2018 ist der Roller aufgrund der Euro-4 Abgasregelung nur noch als Viertaktmodell erhältlich.

## Erste Generation (1997–2013)
Die erste Generation (YQ50) des Aerox existierte von 1997 bis 2013, mit leichten Änderungen in 2003 und 2008, sowie einigen verschiedenen Sondermodellen. Die Nennleistung des 50 cm³-Modells beläuft sich auf 2,72 PS. Außerdem wurde beim Neukauf eines Yamaha Aerox anfangs ein kostenloses Mofa- oder ein sogenanntes Powerup-Kit angeboten, deren Montage nicht kostenfrei war. Außerdem musste nach der Montage eine TÜV-Abnahme erfolgen. Die einzelnen Kits drosselten entweder den Motor auf 25 km/h oder optimierten die Leistung auf 4,62 PS.
Die Variorollen haben die Maße 15 × 12 mm, und die Kupplung hat einen Durchmesser von 107 mm. Er besitzt ein Trockengewicht (Leergewicht ohne Benzin und Öl) von 92 kg, hat ein Tankvolumen von 7 l und wird über einen Elektro- oder Kickstarter gestartet.
Der Aerox verbraucht laut Herstellerangaben ca. 3,5 Liter Kraftstoff auf 100 Kilometer. Bei einem Test des baugleichen MBK Nitro in der Naked-Variante (ohne Lenkerverkleidung) wurden im Schnitt 3,6 Liter verbraucht.
Der Tank fasst 7 Liter.
Aus einem gesonderten Öltank erfolgt die Getrenntschmierung der Maschine. Der Roller wird mit bleifreiem Normalbenzin (ROZ 91) betankt und mit 2-Takt Motoröl (JASO Grad „FC“ oder ISO Grad „EG-C“ oder „EG-D“) geschmiert.
Vorne ist eine Telegabel des italienischen Zulieferers Paioli mit einem Federweg von 80 mm montiert. Hinten dient ein einzelnes Federbein auf der linken Seite (befestigt an der Oberseite des Motorblocks) mit einem Federweg von 60 mm zur Stoßdämpfung.
Das Bremssystem (des italienischen Zulieferers Brembo) ermöglicht in Verbindung mit dem geringen Negativprofilanteil der Bereifung von Pirelli auf trockener, befestigter Straße eine gute Bremsverzögerung. Vorder- und Hinterradbremse sind als Scheibenbremsanlage ausgeführt.
Yamaha bot den Aerox R auch als Sonderedition „Race Replica“ an. Dieses Modell sollte eine Anlehnung an die Maschinen des Yamaha MotoGP-Team darstellen. Es verfügte über eine andere Lackierung und über andere Aufkleber, einen Drehzahlmesser und ein Sportfederbein, welches auch im Yamaha-Zubehörshop für normale Modelle erhältlich war.

## Zweite Generation (2013-heute)
Seit 2013 bietet Yamaha den Aerox mit komplett überarbeiteten Design als Aerox R 50 (NS50) mit Standardlenker und Aerox R 50 Naked (NS50N) mit Downhilllenker an. Neben einer komplett neuen Verkleidung wurde auch der innere Aufbau des Rollers überarbeitet, sodass lediglich der grundlegende Antrieb aus dem Vorgängermodell übernommen wurde. Besonders der neue Digitaltacho sowie die größere Sitzbank fallen dem Vorgängermodell gegenüber auf. Auch wird der Roller mit der zweiten Generation zum ersten Mal mit 2- sowie auch 4-Takt Motor angeboten.
Aufgrund der Euro-4 Abgasregelung wird seit dem Modelljahr 2018 der Yamaha Aerox nur noch mit 4-Takt Motor unter dem Namen Aerox 4 angeboten. Mit dieser Änderung wurde auch der Aerox Naked eingestellt, wodurch der Roller nur noch mit Standardlenker verfügbar ist.

## Aerox 155 (Südostasien)
Seit 2016 bietet Yamaha unter dem Aerox Namen mehrere Modelle in Südostasien an. Anfangs versuchte Yamaha einen wassergekühlten 125cc Roller unter dem Namen Aerox 125 LC in Indonesien zu vermarkten, welcher jedoch 10 Monate später aufgrund von geringem Interesse eingestellt wurde. Auf diesem Modell basierend führte Yamaha darauf folgend den Aerox 155 mit leistungsstärkerem 155cc Motor in Indonesien, Malaysia, Thailand und Vietnam ein, welcher seitdem erfolgreich verkauft wird. Der Aerox 155 nimmt dabei oft den Platz von anderen, zuvor eingestellten Yamaha Rollern ein, wodurch das Yamaha Portfolio in den verschiedenen Ländern stärker vereinheitlicht wird.

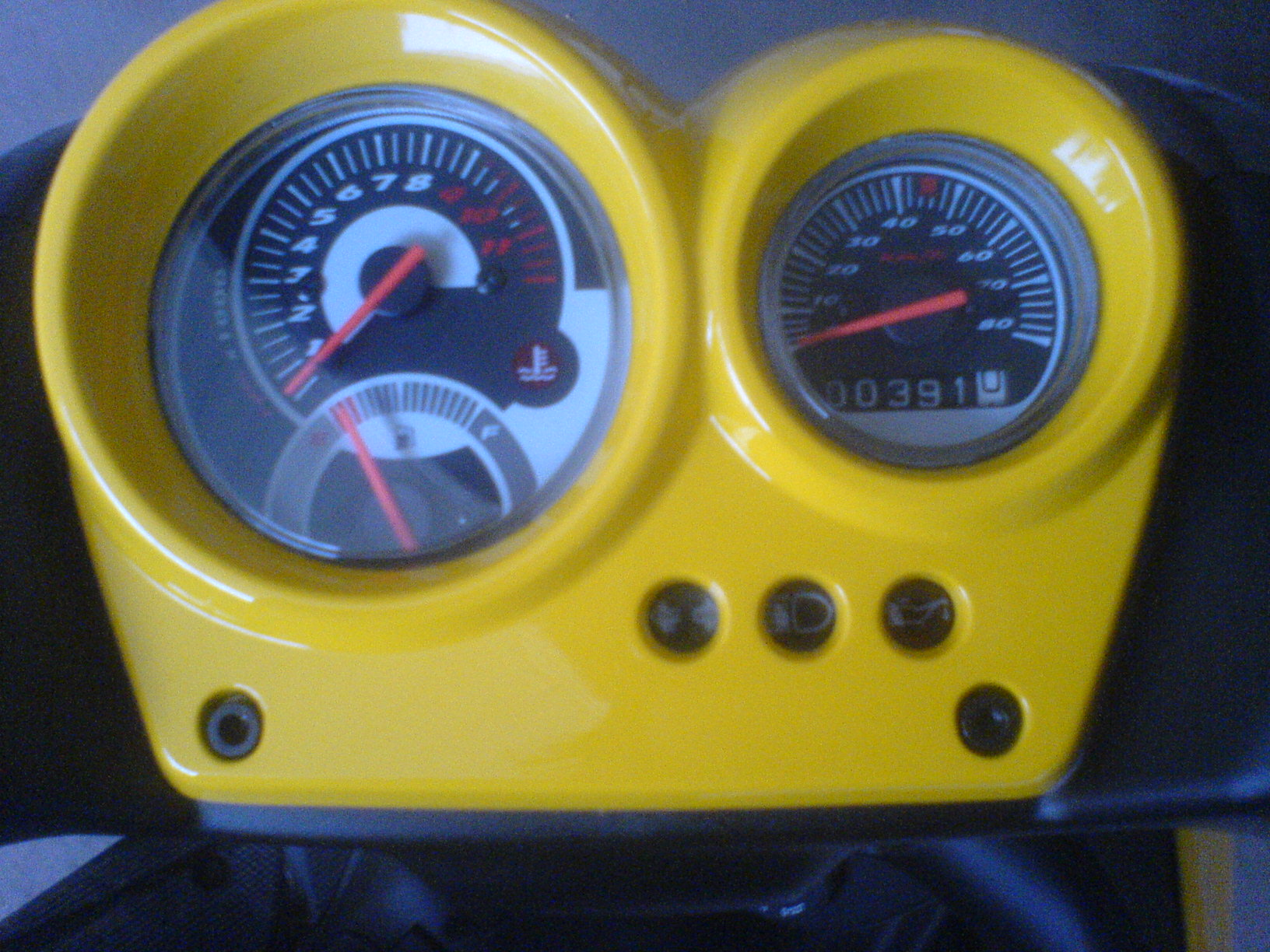
Aerox Race Replica Tacho mit integriertem Drehzahlmesser

## Technische Daten

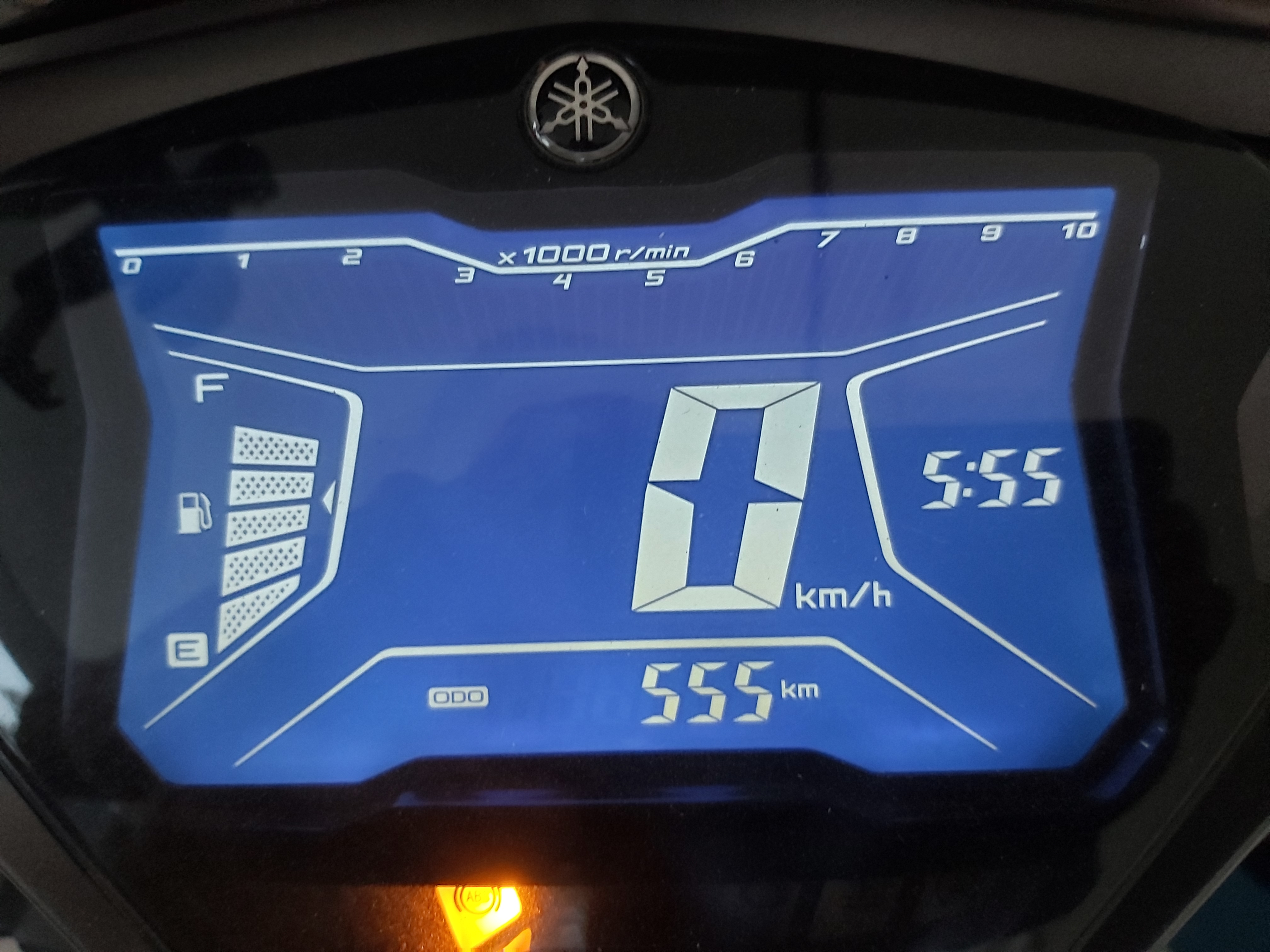
Yamaha Aerox 155 ABS [2019] Digitaler Tacho

| Motor               | Motor                                                |
| ------------------- | ---------------------------------------------------- |
| Motortyp            | Flüssigkeitsgekühlter Einzylinder Viertaktmotor; OHC |
| Hubraum             | 49,45 cm³                                            |
| Bohrung × Hub       | 38,0 mm × 43,5 mm                                    |
| Verdichtung         | 12,0 : 1                                             |
| Leistung            | 2,2 kW (3 PS) bei 7.000/min                          |
| Drehmoment          | 3,3 Nm bei 4.500 /min                                |
| Schmierung          | Nasssumpf                                            |
| Gemischaufbereitung | Benzineinspritzung                                   |
| Zündung             | Transistor                                           |
| Startsystem         | Elektro-oder Kick-Starter                            |
| Getriebe            | Keilriemen-Automatik                                 |
| Kraftstoffverbrauch | 2,2 l/100 km                                         |
| CO2-Emission        | 51 g/km                                              |
| Fahrwerk            |                                                      |
| Federung vorn       | Telegabel                                            |
| Federweg vorn       | 80 mm                                                |
| Federung hinten     | Hydraulische Triebsatzschwinge                       |
| Federweg hinten     | 64 mm                                                |
| Bremse vorn         | 1 Scheibe, Ø190mm                                    |
| Bremse hinten       | 1 Scheibe, Ø190mm                                    |
| Reifen vorn         | 120/70-13                                            |
| Reifen hinten       | 130/60-13                                            |
| Abmessungen         |                                                      |
| Gesamtlänge         | 1.870 mm                                             |
| Gesamtbreite        | 706 mm                                               |
| Gesamthöhe          | 1.155 mm                                             |
| Sitzhöhe            | 817 mm                                               |
| Radstand            | 1.275 mm                                             |
| Bodenfreiheit       | 118 mm                                               |

| Motor                 | Motor                                                |
| --------------------- | ---------------------------------------------------- |
| Motortyp              | Flüssigkeitsgekühlter Einzylinder Viertaktmotor; OHC |
| Hubraum               | 155,09 cm³                                           |
| Bohrung × Hub         | 58,0 mm × 58,7 mm                                    |
| Verdichtung           | 10,5 : 1                                             |
| Leistung              | 10,85 kW (14,75 PS) bei 8.000/min                    |
| Drehmoment            | 13,8 Nm bei 6.250 /min                               |
| Schmierung            | Düsen                                                |
| Gemischaufbereitung   | Benzineinspritzung                                   |
| Zündung               | Transistor                                           |
| Startsystem           | Smart Motor Generator                                |
| Getriebe              | Keilriemen-Automatik                                 |
| Fahrwerk              |                                                      |
| Federung vorn         | Teleskopgabel                                        |
| Federung hinten       | Hydraulische Triebsatzschwinge                       |
| Bremse vorn           | 1 Scheibe mit ABS                                    |
| Bremse hinten         | Trommel                                              |
| Reifen vorn           | 110/80-14                                            |
| Reifen hinten         | 140/70-14                                            |
| Abmessungen           |                                                      |
| Gesamtlänge           | 1.990 mm                                             |
| Gesamtbreite          | 700 mm                                               |
| Gesamthöhe            | 1.125 mm                                             |
| Sitzhöhe              | 790 mm                                               |
| Radstand              | 1.350 mm                                             |
| Bodenfreiheit         | 140 mm                                               |
| Gewicht (vollgetankt) | 118 kg                                               |

## Modellgeschichte
- Yamaha Aerox GP1: Aufkleber in Grand Prix Optik sowie ein qualitativ hochwertigeres Federbein
- MBK Nitro Naked: Downhilllenker, Digitaltacho,
- MBK Nitro Jaguar Edition: lackiert in British Racing Green und mit verschiedenen Jaguar-Aufklebern
- MBK Nitro Mc Laren Edition
- Aerox Race Replica: zusätzlicher Drehzahlmesser, verstellbares Federbein und zahlreiche Aufkleber im MotoGP-Stil
- Aerox Max Biaggi: baugleich zur Race Replica, allerdings in roter Farbe gehalten und mit zusätzlichen Aufklebern gestaltet
- Aerox Valentino Rossi: baugleich zur Race Replica, allerdings in blauer Farbe gehalten und mit zusätzlichen Aufklebern gestaltet
- Aerox Tech 3: baugleich zur Race Replica, allerdings in blau-gelber Farbe gehalten und mit zusätzlichen Aufklebern gestaltet
- Yamaha Aerox Toyota Racing: zusätzlicher Drehzahlmesser und mit Aufklebern gestaltet
- Yamaha Aerox WSB: mit Aufklebern gestaltet, verstellbares Federbein
- Aerox R Special Version: mit diversen Aufklebern gestaltet
- Aerox R SP55
- Aerox R 50: Jubiläum GP Style
- Aerox R 50NS5N

- Aerox R 50: 2013 neue Generation
- Aerox R 50 Naked: 2013 neue Generation mit Downhilllenker
- Aerox 4: 2018 Viertaktmodell